# Indigofera pilosa
Indigofera pilosa är en ärtväxtart som beskrevs av Jean Louis Marie Poiret. Indigofera pilosa ingår i släktet indigosläktet, och familjen ärtväxter. Inga underarter finns listade i Catalogue of Life.